# Цицори
Цицо́ри — село в Україні, у Зборівській міській громаді Тернопільського району Тернопільської області. Розташоване на річці Цицорівка, на північному заході району. До 2016 підпорядковане Великоплавучанській сільській раді. До Цицор приєднано хутори Поплави, Гашина. 
Населення — 56 осіб (2007).

## Історія
12 червня 2020 року, відповідно до розпорядження Кабінету Міністрів України № 724-р «Про визначення адміністративних центрів та затвердження територій територіальних громад Тернопільської області» увійшло до складу Зборівської міської громади.
19 липня 2020 року, в результаті адміністративно-територіальної реформи та ліквідації Зборівського району, село увійшло до складу Тернопільського району.

## Населення
Місцева говірка належить до наддністрянського говору південно-західного наріччя української мови.

## Пам'ятки
- церква Пресвятої Трійці (1996, мурована, УГКЦ).

Скульптура Матері Божої
Щойновиявлена пам'ятка монументального мистецтва. Розташована на кладовищі, в західній частині села.
Виготовлена із каменю (встановлена ХІХ поч. ХХ ст.).
Скульптура — 2 м, постамент — 1,8х1,27х1,27 м, площа — 0,0004 га.

## Соціальна сфера
Діють бібліотека, ФАП.

## Галерея

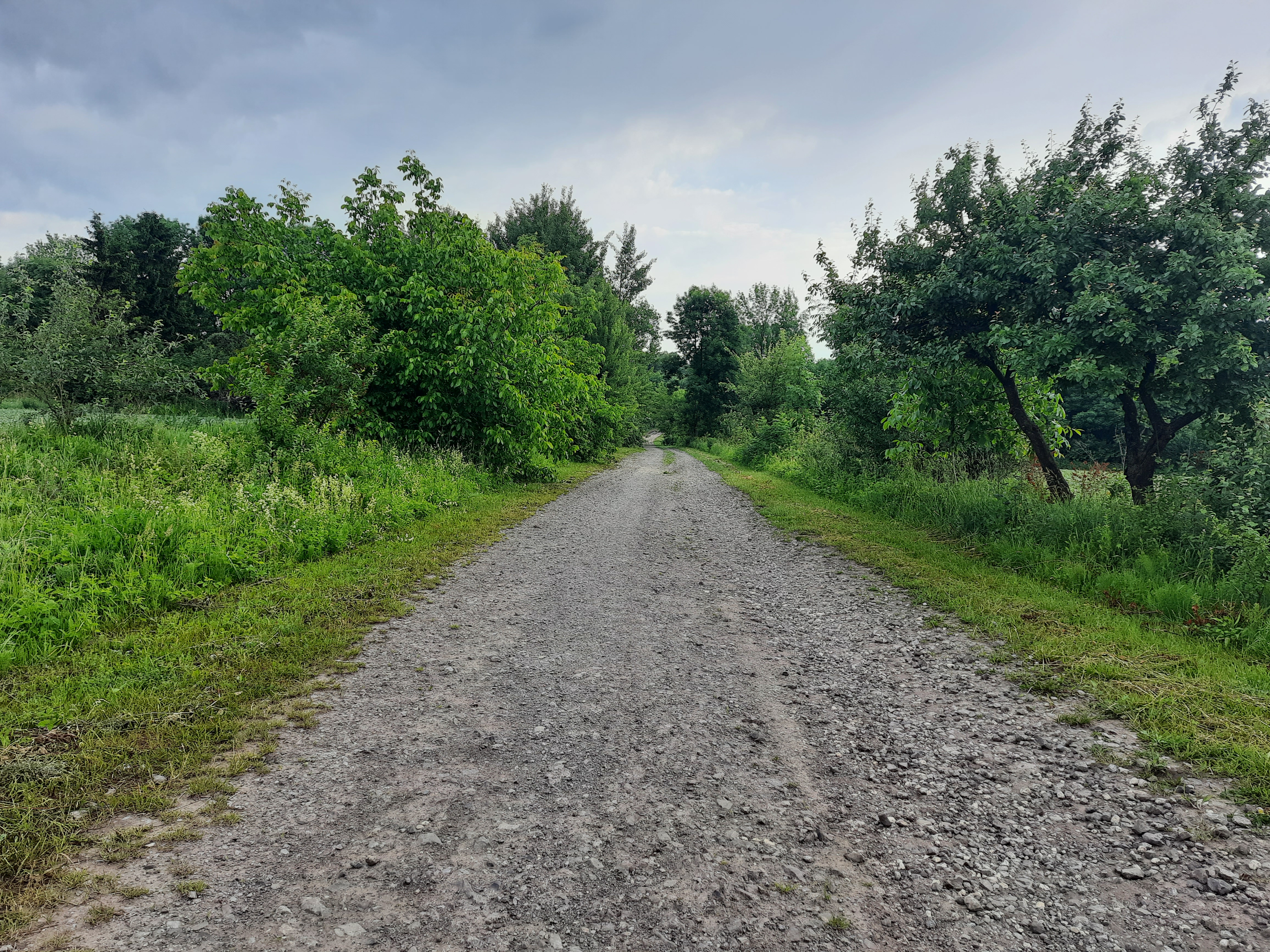
Дорога в село
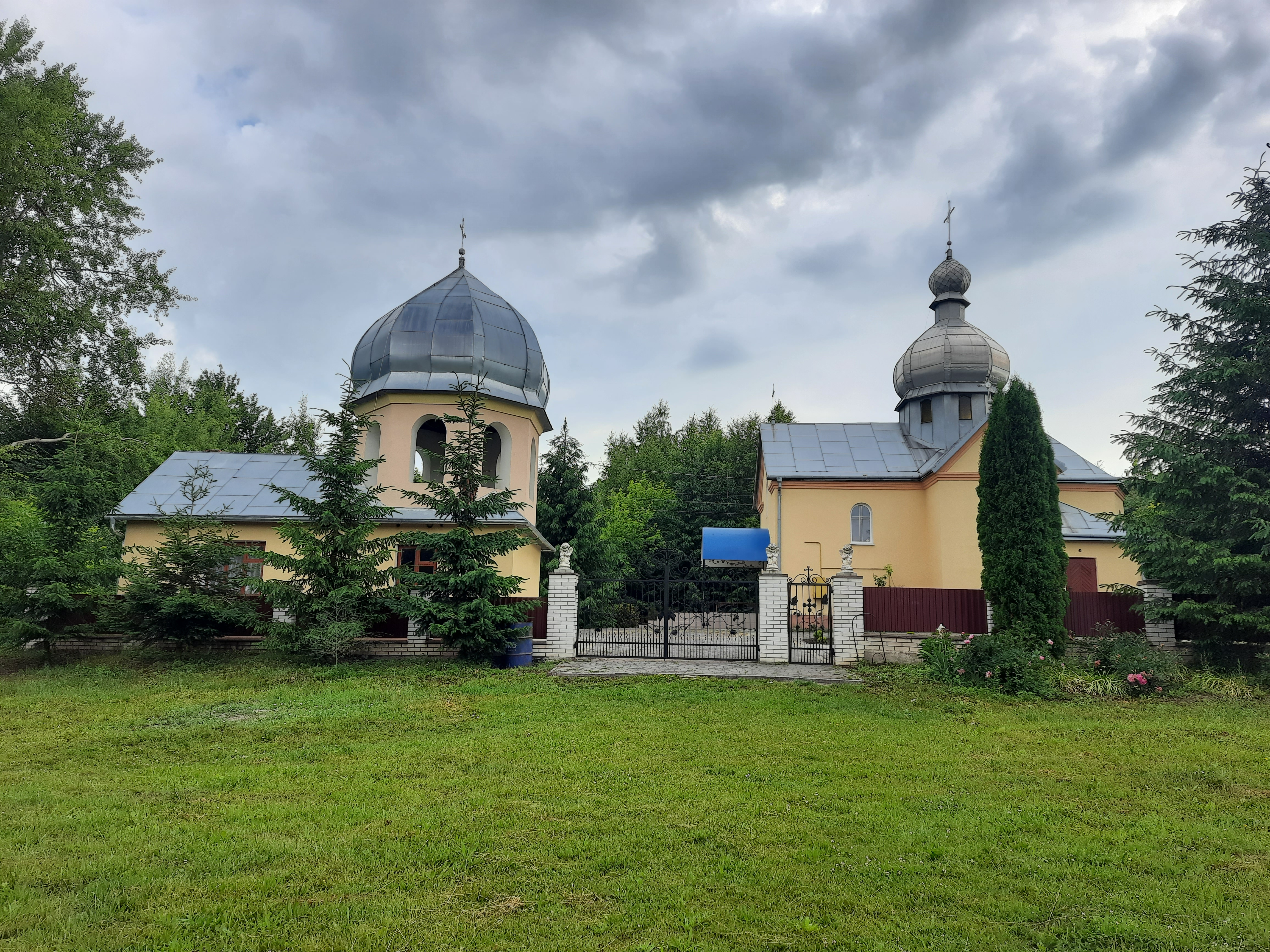
Церква Пресвятої Трійці
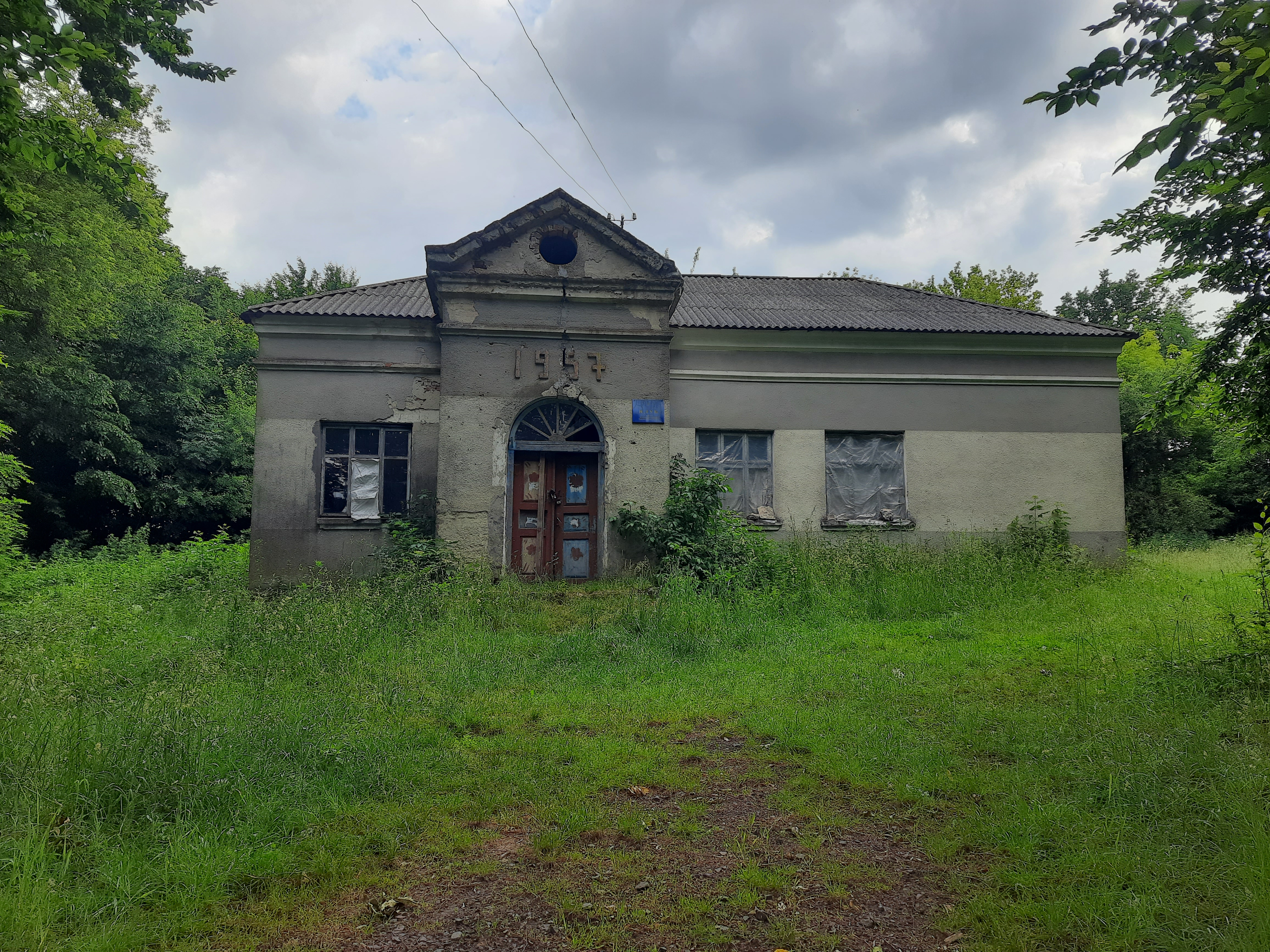
Клуб
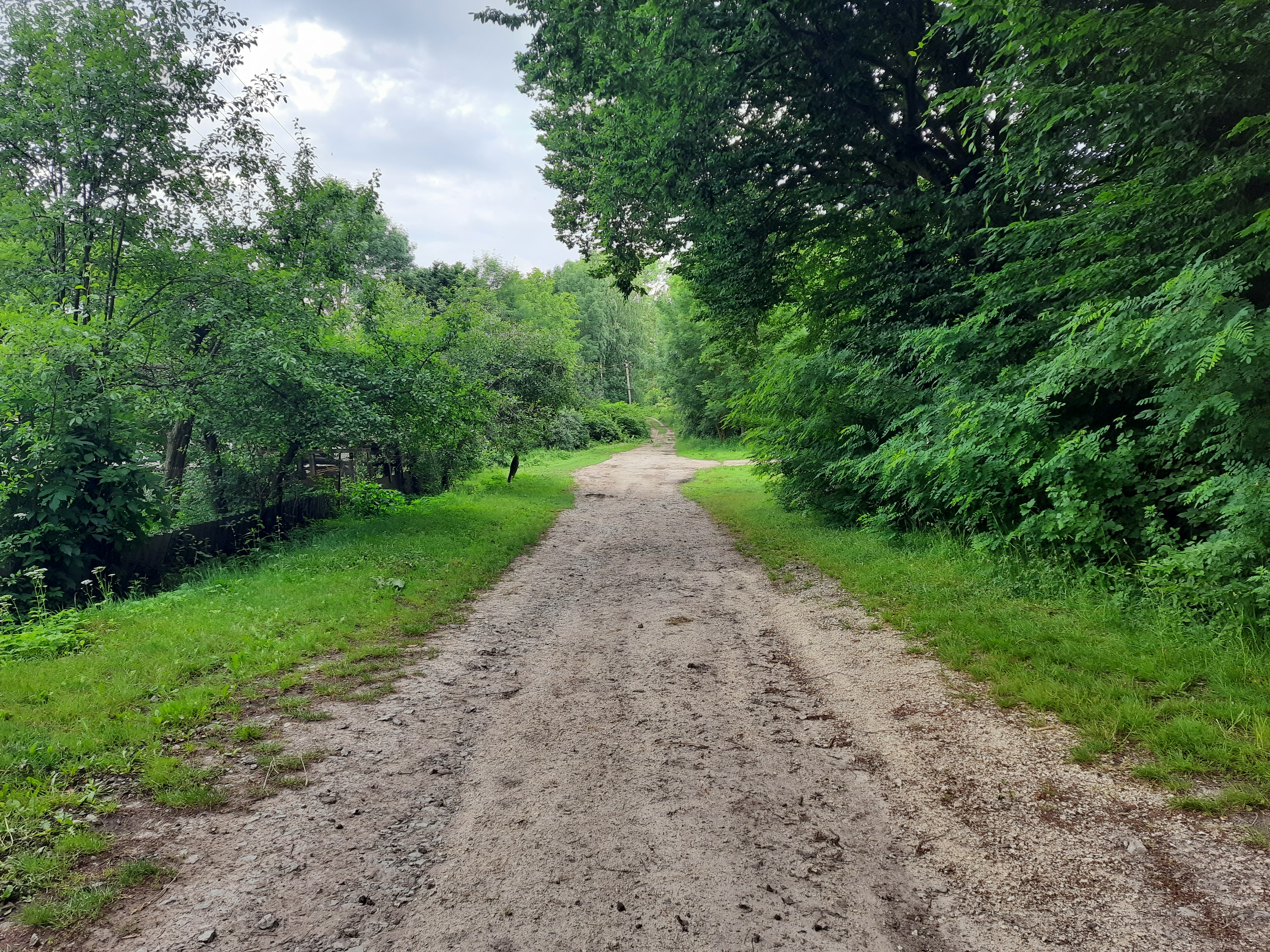
Сільська вулиця
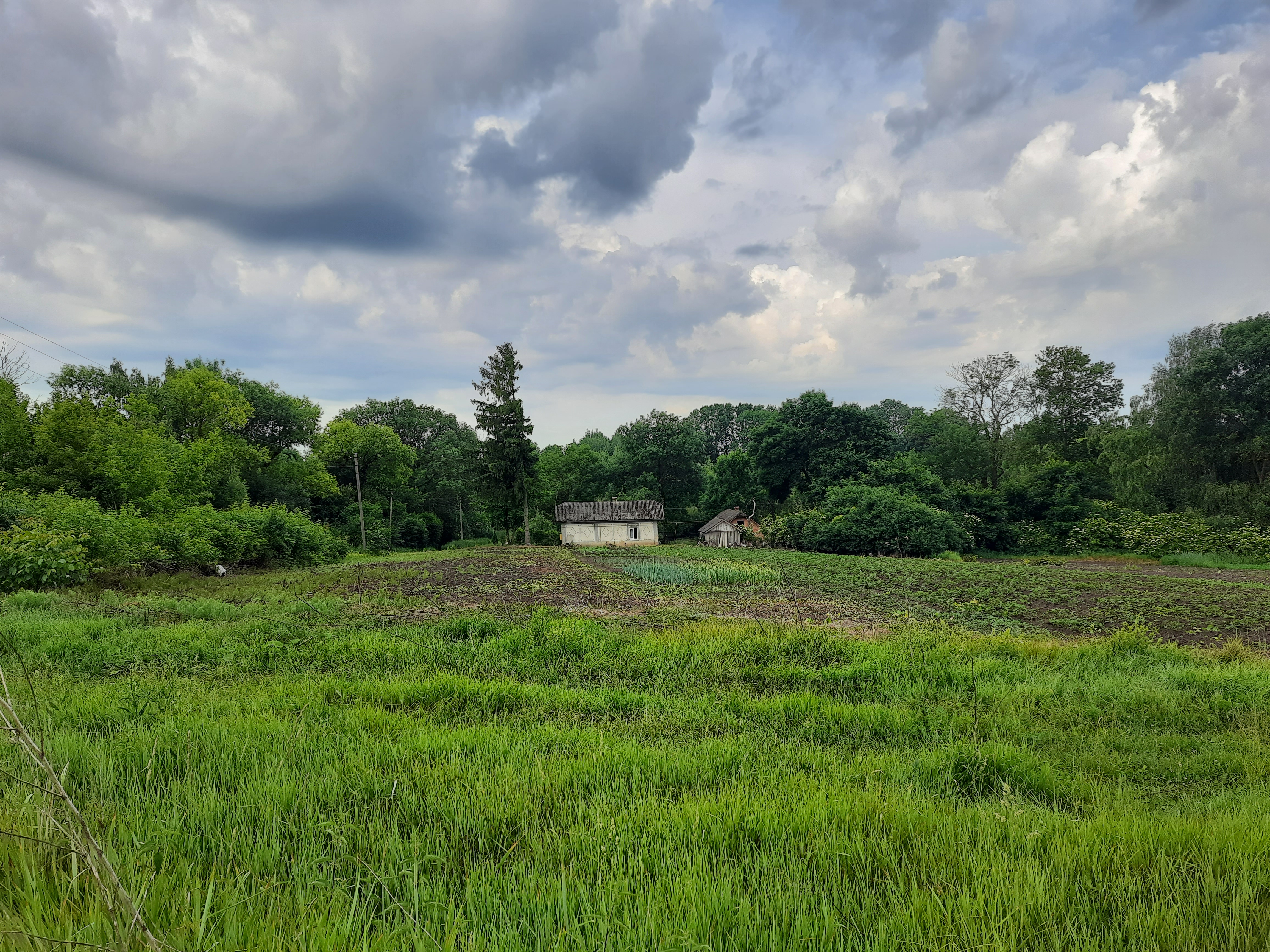
Сільський краєвид